# Флаг Тбилиси
Флаг города Тбилиси, столицы Грузии, представляет собой прямоугольное белое знамя с синим крестом скандинавского типа, обведенным полосками янтарного цвета, которые простираются до краев флага. Точка пересечения увенчана центральной деталью герба Тбилиси, окруженной семью золотыми звездами из семи точек, выстроенными по центру.
Крест на флаге напоминает о том, что Тбилиси является одним из первых христианских городов в Закавказье.

## История
По словам Давида Чхаидзе из Государственного совета геральдики Грузии, существующий флаг был разработан еще в 1989 году и изображал крест, «который в то время был большим достижением», поскольку Советский Союз был против христианских и любых других религиозных символик.